# 日鉄物流
日鉄物流株式会社（にってつぶつりゅう、英: Nippon Steel Logistics Co., Ltd.）は、東京都中央区に本社を置く日本製鉄グループの物流事業者。日本製鉄の完全子会社。

## 概要
日本国内や東アジア地域における海運業（内航海運・外航海運）と、日本国内における貨物自動車による陸運業、港湾運送業を行う。輸送品は鉄鋼製品やその原材料を中心とする。事業持株会社であり、日本製鉄の各製鉄所の構内物流を行う地域子会社と陸運会社、海運会社を傘下に持つ。
現法人は2006年に、(旧)日鐵物流と製鐵運輸の統合・再編に伴う両社の持株会社として設立された。
なお、(旧)日鐵物流は日鐵物流名古屋（現・日鉄物流名古屋）に、製鐵運輸は日鐵物流君津（現・日鉄物流君津）に社名を変更している。
2019年4月1日、親会社の新日鐵住金が日本製鉄へ商号変更したことに伴い、日鉄物流株式会社に商号変更された。

## 沿革
- 1942年（昭和17年）12月28日 - 飾磨郡広畑町（現・姫路市）で広畑港運株式会社として創業。
- 1949年（昭和24年）7月 - 広畑海運株式会社に社名変更。
- 1952年（昭和27年）5月 - 富士製鐵（新日鉄の前身）の子会社となる。
- 1967年（昭和42年）7月19日 - 八幡製鐵（新日鉄の前身）や三井物産らの出資で製鐵運輸株式会社設立。
- 1987年（昭和62年）10月 - 広畑海運が日鐵物流株式会社（初代）に社名変更。
- 1996年（平成8年）9月 - 東証2部に株式を上場。
- 2005年（平成17年）
  - 12月20日 - 上場廃止。
  - 12月27日 - 株式交換により、新日鉄の完全子会社となる。
- 2006年（平成18年）
  - 4月1日 - 製鐵運輸と経営統合し、共同株式移転により、持株会社の日鐵物流ホールディングス株式会社を設立。製鐵運輸は「日鐵物流君津」に社名変更。
  - 10月1日 - 事業再編。会社分割により、日鐵物流（初代）・日鐵物流君津の一般営業を日鐵物流ホールディングスが統合し日鐵物流株式会社（2代目）に社名変更。日鐵物流（初代）は日鐵物流名古屋株式会社に社名変更し、会社分割により日鐵物流広畑株式会社と日鐵物流大分株式会社を設立。
- 2012年（平成24年）4月1日 - 日鐵運輸と経営統合。日鐵運輸は「日鐵物流八幡」に社名変更。
- 2013年（平成25年）4月1日 - 住友金属物流と吸収分割を行い、同社の鹿島事業部・九州事業部を除く事業を継承（2事業部は新設子会社2社が継承）。社名を日鉄住金物流株式会社に変更。
- 2019年（平成31年・令和元年）
  - 4月1日 - 親会社の新日鐵住金が日本製鉄へ商号変更したことに伴い、日鉄物流株式会社に商号変更[2]。
  - 7月 - 本社を中央区新川から日鉄日本橋ビルに移転。
- 2020年（令和2年）4月1日 - 日鉄日新海運を完全子会社化。日鉄日新海運は「日鉄物流大阪」に社名変更。
- 2023年（令和5年）10月1日 - 日鉄物流釜石、日鉄物流鹿島、日鉄物流君津、日鉄物流名古屋、日鉄物流大阪（一部）、日鉄物流広畑、日鉄物流八幡、日鉄物流大分を吸収合併。

## 支店
- 北日本支店（釜石地区）
- 北日本支店（室蘭地区）
- 東北支店
- 東日本支店（君津地区）
- 東日本支店（鹿島地区）
- 中部支店
- 名古屋支店
- 関西支店
- 和歌山支店
- 瀬戸内支店（広畑地区）
- 瀬戸内支店（阪神地区）
- 九州支店（八幡地区）
- 九州支店（大分地区）
- 西日本支店

## 主なグループ企業
2023年10月時点で、子会社17社を傘下に持つ。

### 陸運会社
- 株式会社NSロジ鹿島
- 株式会社NSロジ東日本
- 株式会社NSロジ関西
- 株式会社NSロジ大阪
- 株式会社NSロジ西日本
- 新市運輸株式会社
- 青葉運輸株式会社

### 海運会社
- 大泉物流株式会社
- 株式会社マリーンリンク
- 豊橋港運株式会社
- 株式会社スミサク
- 星和産業株式会社

### 海外現地法人
- SIAM NIPPON STEEL LOGISTICS CO.,LTD.
- NIPPON STEEL LOGISTICS（THAILAND）CO.,LTD.
- PT. NIPPON STEEL LOGISTICS INDONESIA
- 日鉄物流（広州）有限公司
- NIPPON STEEL LOGISTICS（U.S.A.）,INC.

### 過去に存在したグループ企業

#### 構内物流（地域子会社）
- 日鉄物流釜石株式会社 - 東日本製鉄所釜石地区関連の物流を担当。
- 日鉄物流鹿島株式会社 - 東日本製鉄所鹿島地区関連の物流を担当。
- 日鉄物流君津株式会社 - 東日本製鉄所君津地区関連の物流を担当。旧・製鐵運輸。
- 日鉄物流名古屋株式会社 - 名古屋製鉄所関連の物流を担当。
- 日鉄物流大阪株式会社 - 瀬戸内製鉄所呉地区関連の物流を担当。旧・日鉄日新海運（月星海運）。
- 日鉄物流広畑株式会社 - 瀬戸内製鉄所広畑地区関連の物流を担当。
- 日鉄物流八幡株式会社 - 九州製鉄所八幡地区関連の物流を担当。旧・日鐵運輸。
- 日鉄物流大分株式会社 - 九州製鉄所大分地区関連の物流を担当。

## 企業スポーツ
- 卓球部 - 日鉄物流ブレイザーズ